# Tiberianus (politicus)
Tiberianus was een Romeins politicus uit het begin van de tweede eeuw n.Chr. Hij behoorde tot de patriciërsstand.
Tiberianus is uitsluitend bekend uit een verwijzing bij de Byzantijnse geschiedschrijver Johannes Malalas, die hem noemt als gouverneur (ἡγεμών) van Judea (Chron. XI 356), wat inhoudt dat hij het ambt van legatus Augusti pro praetore bekleed moet hebben. Gewoonlijk neemt men aan dat Tiberianus hier rond 114 in functie was, omdat Malalas hem noemt in verband met het begin van Trajanus' oorlog tegen de Parthen. Uit de historische bronnen valt niet op te maken of Tiberianus nog in functie was op het moment dat in de Joodse diaspora de Kitosoorlog uitbrak.

## Referentie
- (en)  E.M. Smallwood, The Jews Under Roman Rule. From Pompey to Diocletian, Brill, 2001, 549.